# Nick Fortes
Nick Fortes (DeLand, Florida, 11 de noviembre de 1996) es un jugador profesional estadounidense de béisbol que se desempeña en la posición de cácher en Miami Marlins, equipo de las Grandes Ligas de Béisbol (MLB).

## Carrera
Fue seleccionado en la cuarta ronda en el Draft de la MLB de 2018. En 2021 hizo su debut profesional con el equipo Miami Marlins, donde lleva jugando cuatro temporadas.